# 7SEEDS
『7SEEDS』（セブンシーズ）は、田村由美による日本の漫画。『別冊少女コミック』（小学館）において、2001年11月号から連載を開始。のち『月刊フラワーズ』（小学館）創刊に伴い、同誌に移籍して、2002年6月号から2017年7月号まで連載された。単行本は「フラワーコミックス」より刊行され、後に「フラワーコミックス・アルファ」になった。2011年12月には連載10周年を記念してファンブックが、2018年1月に事実上の最終巻となる外伝が発売された。
平成18年度（第52回）小学館漫画賞少女向け部門受賞。2020年9月時点で電子版を含めた累計発行部数は650万部を突破している。

## あらすじ
学者たちによって、「近い将来、巨大天体が降り地球は様々な災害に見舞われ、恐竜が滅亡した時と同じような状態になるであろう」と予測されたことから、人類の滅亡も危ぶまれるこの事態に、各国首脳らが極秘会議を重ねた結果、「7SEED'」と呼ばれるプロジェクトが誕生した。
それは、若く健康な人間を選んで冷凍保存し、地球が災厄に襲われている間眠らせ続け、やがて人が住める状態になったとコンピューターが判断した時に自動解凍を行い放出するというものである。人類の種を災厄が過ぎ去った後の世界にも残そうという壮大な計画であった。
「7SEEDSプロジェクト」は国ごとに行われ、日本では7人ずつ5チーム「春・夏のA・夏のB・秋・冬」に分かれている。選ばれる基準は様々で、遺伝性の病気や早死にした者・犯罪者が身内にいないこと、本人の健康状態、生殖能力の有無、豊かで問題のない家庭に育った、容姿も麗しい者や、ある分野に秀でている者が選ばれた。
夏のBチーム
7SEEDSのメンバー達である女子校生 岩清水 ナツが目覚めると、そこは海の上のボートで、同じ「夏のB」のメンバーである少年たち嵐、蝉丸らがいた。周囲には文明らしき者はなく、自分たち以外の人類は滅んでいることが判明する。現代には存在しない植物や生物たちが生息し、様々な困難が襲い掛かる。
まつり、ちまき、螢らと合流した3人は、夏Bのガイド役である牡丹から「7SEEDSプロジェクト」について聞かされたメンバー達は、この世界で生きていく決意を固める。
春のチーム
嵐の恋人だった末黒野 花が主人公として描かれる。
冬のチーム
夏のBチームより15年前に解凍された、元甲子園投手の新巻 鷹弘が主人公として描かれる。

## 登場人物
本編には複数の主人公が存在しており、異なる視点で物語が進行する。各チームには、解凍後に状況説明を行い、保護し、サポートをするためのガイドが一人ずつ加えられている。ガイドは基本的に公務員が担当する。またガイドには、メンバーが病気や怪我で生き残れず、死にたくても死ねなかった場合に備え、全員を殺せる青酸化合物を持たされている。
声は関連メディアの声優。演は舞台版の俳優。四季のチームの死亡者については、(死亡)のマークを付けるものとする。

### 夏のBチーム
1巻から登場。長崎県近海に放出された。優秀な人間ばかりを選んでいた政府関係者が「まっとうで純粋培養な人間は生きる力が弱いのでは」と考え、保険で選ばれた問題児の落ちこぼれ集団。
健康状態などの条件は他チームと変わらないが、社会に適応しにくい、反抗的、殻にこもっているなどの条件が加えられる。チームの性質上、他のチームに比べ楽観的かつ享楽的なサバイバル生活を送っている。
岩清水 ナツ（いわしみず ナツ）
声 - 南里侑香（ドラマCD） / 東山奈央（Webアニメ）
夏のBチーム編の主人公で、物語の最初から登場する。16歳。蟹座のO型。
内向的で自分の殻にこもりがちな性格。学校でもいじめられていて登校拒否状態であった。ナッツという猫を飼っていた。埼玉県さいたま市出身。視力は良く、両目とも1.5。
当初は内気な性格ゆえ周りに迷惑をかけることも多かったが徐々にたくましくなりつつある。廃船富士号に潜入した際には、嵐と安居のピンチを救うほどの成長をみせた。嵐に好意を抱いており花に対する嫉妬と自己嫌悪のジレンマに悩まされたが、徐々に蝉丸を意識し始める。内向的ゆえに頼れる人に親しみを抱く傾向があり、なにかと世話を焼く夏のAチームの安居にも懐いている。
青田 嵐（あおた あらし）
声 - 鳥海浩輔（ドラマCD） / 福山潤（Webアニメ）
17歳。蠍座のO型。東京都杉並区出身。
水泳部のエースでオリンピックを目指していた。虫が大の苦手で、音痴。母親を亡くしている。「春のチーム」の末黒野花とは恋人同士。以前襲われそうになった花を守るために傷害事件を起こしたことがある。花を一途に思う。
優しく誠実な性格で、ナツに対しても気さくに接する。夏Bチームの中では比較的知的で状況判断に長けるが、自立している花と比較され軽く見られがちであり花の父の貴志からも傷害事件を起こすまでは認められていなかった。不安なときは疑心暗鬼に陥りやすいが、心を許した人間は愚直なまでに信頼する純粋な一面を持つ。安居のことを尊敬し、彼が成長するきっかけを与えた。
麻井 蝉丸（あさい せみまる）
声 - 小西克幸（ドラマCD・Webアニメ）
18歳。静岡県浜松市出身。
水商売の母親と子供一人という母子家庭に育つ。口の悪いわがままな不良少年だが、面倒見はいい。不良に育ったのは複雑な家庭環境とかつて自分自身がいじめられていた過去によるものである。虫と犬が苦手。ナツが気になるようで、何かと彼女に絡むことが多い。考えなしで基本的に行き当たりばったりな行動をとるが、いざというときの機転と勘の鋭さは夏Aの涼にも認められる程である。チームのムードメーカー的存在であり、繁華街で様々な人種を見てきたために人に対する洞察力は鋭い。
天道 まつり（てんどう まつり）
声 - 松野郁美（ドラマCD） / 阿澄佳奈（Webアニメ）
16歳。プチ家出中だった。
実家は農家で、多少なりとも田畑作りのことに知識がある。明るくて社交的な性格の持ち主だが、元の世界にいたころは自分を押し殺して周りに合わせるばかりで、本当の自分を見てくれる人などいないと感じていた。そのためか、涼や牡丹が認めるほど観察力が優れており、周囲の空気を読むのが得意。涼に出会った当初から好意を抱いており、積極的にアプローチしている。ナツとは本音で話し合うことのできる良き友人関係にある。
守宮 ちまき（やもり ちまき）
声 - MIKI（ドラマCD） / 石田彰（Webアニメ）
美術大学1年生。熊本県出身で、金沢の美大（父親の母校）に在籍していた。
彫刻や絵が得意。日がな一日創作活動にふける超マイペースな性格。
できちゃった結婚の両親がわずか2年で離婚後、自身のために父・有衛キイチが送ってくれた金を母親が持ち逃げして以降、祖母に育てられた。父親に関する記憶は2歳の時に一緒に絵を描いたことだけ。
草刈 螢（くさかり ほたる）
声 - 徳永愛（ドラマCD） / 悠木碧（Webアニメ）
12歳。勘のいい朗らかな少女。天気は百発百中で当てる。
春のチームの新草ひばりとは縁戚関係にあり、互いに存在を確認することができる。草刈家は新草家を本家とする分家（通称・草家<そうけ>）の一つ。手相を見るのが得意。子供らしからぬ鋭い洞察力と機転で仲間のピンチをたびたび救う。
早乙女 牡丹（さおとめ ぼたん）
声 - 高島雅羅（ドラマCD） / 沢海陽子（Webアニメ）
夏のBチームのガイド。元・警察官。他のグループのガイドが死亡したため、ガイドの中で唯一の生き残りになった。通称「牡丹姐さん」。
結婚し、妊娠していたこともあるが、臨月間近に飲酒運転の車と事故に遭い、流産してしまった。ガイドであるためチームの中でも豊富なサバイバル知識と高い決断力を持つが高圧的でもあり、ナツと嵐からは当初不信感を抱かれ、彼らが一時チームを離れるきっかけとなった。それを自覚し、後に改善された。また、夏Bチームの例に漏れず、平穏時には我を忘れるまではしゃぐ柔軟な一面を持つ。安居と涼が合流した当初から2人を警戒しており、何かあった時につねに身に着けている毒薬の使用も考えていたが、彼らの成長を見て安心して毒薬を捨てた。
百舌戸 要（もずのと かなめ）
声 - 井上和彦（ドラマCD・Webアニメ）
演 - 仲田博喜
年齢不詳。サバイバル術に大変長けている。しかし、「百舌」は夏の季語ではなく、秋の季語である。
貴士の大学の後輩。夏のAチームを指導する先生の1人。「7SEEDSプロジェクト」の発案者で、プロジェクト責任者である総理大臣の甥。夏のAが育った施設一帯の土地を有する大臣は祖父である。両親は自殺し、幼少時に政治家も輩出する旧家の金持ちである百舌戸家の出自ゆえに誘拐され、解放されるも誰も知る由の無い山奥だったため、救助されるまでの遭難の2週間を苦難の末に生き抜いた。そのことが土台となって非常時の対応に長けており、貴士に頼まれ、花にサバイバル術などを仕込んだ。夏のAに課した最終テストも自身の体験を元にしている。
未来では「百舌」と名乗り、本名を明かしていなかったが、『夏至の章』（第12巻収録）にて本名を明かし、総理大臣の甥であることを牡丹に明かすが、文明が滅んだ未来においては出自は無意味だと語った。また「夏のAチーム」指導者であったことが全メンバーに明かされた。「死神」の真の正体であり、各チームの行動を遠くから観察している。生きることに絶望していた花を殺害しようとし、安居と涼が暴走した際には彼らを殺すことも考えていた。
上記の過酷な幼少時代に加え早熟な頭脳故か非情な振る舞いが多く、安居を大きく変えた張本人でありながらチームを放逐された彼に対し一方的に「失敗」と断定するなど、若干傲慢かつズレた思考の描写が見られ、後にチームメイトのまつりや教え子の小瑠璃からも、その点を指摘され非難されている。秋ヲに至っては「あんただけが過去に生きてる」と今を見ていないと評されている。当初は自身の考えた7SEEDSプロジェクトに間違いは無かったと思っていたものの、優等生集団であるはずの夏のAチームがあっさり分裂し、逆に落ちこぼれ集団の夏のBチームが順調に生活しているのを目の当たりにし、自身の計画が誤っているのではないかと考えるようになった。
夏Aと秋のチームに遭遇しくるみの出産の場所を確保するために離島に案内するもそこは壊滅した佐渡島跡地であり逆にチーム全員を危機的状況に陥らせてしまう。そのことで自棄になり歪んだ使命感から途中で発見した安吾を始末しようと行動するも、最終的に辿りついたかつての施設の奥地にて他の生き残りのメンバーから諭され自身の生き方の愚かしさとメンバーの成長を痛感させられる。そのことで生き残りのメンバーを未来へと送り届けるという新たな使命感に目覚め、くるみを蟻たちの襲撃から守るために自らが囮となりそのまま行方不明となった(後に刈田によって左手だけが発見されている)。

### 春のチーム
2巻から登場。関東近郊の太平洋に放出された。
当初は起こったことを受け入れられずにいたが、リーダーシップを取ろうとする柳を尻目に、全員がそれぞれの得意分野を活かしながら協力し生活を営んでいた。一時チームが離散していたが後に再び合流した。
末黒野 花（すぐろの はな）
声 - 雪野五月（ドラマCD） / 日笠陽子（Webアニメ）
演 - 相楽伊織
春のチーム編の主人公。17歳。東京都世田谷区出身。勝気な性格で行動力のある少女。
幼いころから父親にサバイバル知識を教わっており、ナイフの扱いや昆虫にも慣れている。特技はフリークライミング。父親の貴士のことは公務員としての表の顔しか知らなかった。後に7SEEDSプロジェクトの責任者であることを知り複雑な想いを抱く。「夏のBチーム」の青田嵐とは恋人同士であり彼との再会が生きる希望となっている。
感染の恐れがある毒に侵されたことにより新巻、ハルと共に春チームを離れる。その後、秋チームと合流し竜宮シェルターの跡地で貴士の生前の情報を得る。そして、夏Aチームと合流するも安居と対立し、洞窟の激流に呑まれ消息不明となる。一時期記憶消失になっていたものの回復し、藤子とちさと合流。
雪間 ハル（ゆきま ハル）
声 - 保志総一朗（ドラマCD） / 野島裕史（Webアニメ）
演 - 國島直希
16歳。音楽家一家の出。ピアノが上手で、絶対音感を持つ。
当初は音楽家の道が閉ざされたことで自棄になっていたが、花に音楽への想いを再確認させられ各地で音を奏でることに活路を見出すようになる。犬好きな一面も。後に夏Aチームの小瑠璃と恋仲になる。
角又 万作（つのまた まんさく）
声 - 置鮎龍太郎（ドラマCD・Webアニメ）
演 - 山本涼介
18歳。寺の四男坊、出身は関西。冷静沈着な和風の肉体派だが、そのときの感情を漢詩で表すなど風情も持ち合わせる。弓道二段。
花が離脱後に春チームの居住地が大洪水により壊滅。一人遭難するが、ひばりと再会。後に花や藤子達とも合流した。未来へ送られる前、「7SEEDSプロジェクト」の参加者の教授の助手・真野理可子（まの りかこ）と恋人であったが、プロジェクトのことは一切明かされていなかった。佐渡で彼女の遺体を発見する。記録ディスクの映像により、冷凍された105人の子供の中に理可子が産み落とした息子がいることを知る。
新草 ひばり（にいぐさ ひばり）
声 - 喜多村英梨（Webアニメ）
演 - 澤田理央
12歳。解凍に失敗したのか、他の春のチームのメンバーと同時期には目覚めず眠り続けていた。春のチームのアクシデントで離ればなれになった後、海を漂っているところを嵐らに救出される。
平安時代から続く新草本家の跡取り娘であり、覚醒後は高飛車な態度で嵐たちをあしらっていた。遠縁である夏のBチームの草刈螢に対し、一方的に劣等感を抱いている。夏のBチームが合流した後は蛍への対抗心からチームを抜け出し、角又と再会する。
鯛網 ちさ（たいあみ ちさ）
声 - 大沢千秋（ドラマCD） / 能登麻美子（Webアニメ）
演 - 須藤茉麻
18歳。大人しく控えめな性格だが、芯は強い。花のよき親友。石川県金沢市出身。大臣を沢山輩出している名家の出。日舞や薙刀を習っていた。
春チームの離散により行方不明となったが藤子と生活していたところに花が合流。花から夏のAとのトラブルを聞いた際には彼らの「ズルして来た」と言う言い分を「ずいぶんと世間知らず」と一蹴するなど、お嬢様らしからぬしたたかさと豪胆さを併せ持つ。実は祖父が定めた婚約者が秋ヲだったが、お互いに面識はない。
上記の通り普段は控えめながら怒らせると怖い。実際、花から夏のAの安居による暴行未遂が明かされた際には花や藤子を引かせる程の怒りを示した。
野火 桃太郎（のび ももたろう）
声 - 小林由美子（ドラマCD） / 広橋涼（Webアニメ）
演 - 西山蓮都
12歳。記憶力に秀で、大会で優勝したこともある。学校では神童と呼ばれていた。宮城県仙台市出身。東京の学校で寮に入っていた。通称・のび太くん。
春チームの離散時に漂流し夏Aチームに救出されるが、毒見役や狩りの囮として冷遇される。その後の春チームの合流によって助けられる。
甘茶 藤子（あまちゃ ふじこ）
声 - 山田美穂（ドラマCD） / 伊藤静（Webアニメ）
演 - 藍染カレン
17歳。医者志望。茨城県出身。花のよき親友。過去にボランティアで海外協力に行っていた。
春チームの離散により行方不明となったが、ちさと生活していたところに花が合流。花から医者である夏Aの鷭の存在を聞かされ、くるみの出産に立ち会いたいと願う。
柳 踏青（やなぎ とうせい）　(死亡)
声 - 楠大典（ドラマCD） / 江川央生（Webアニメ）
演 - 村田洋二郎
春のチームのガイド。年齢不詳。元・自衛隊員。
リーダー意識が強く傲慢な態度を取るが、根底にはチームへの強い責任意識があった。虫に寄生され虫の巣へチームを誘導させられるも、最後はチームを逃すために自ら体に火を放ち7つの富士の情報を残して果てる。

### 冬のチーム
4巻から登場。北海道南岸の太平洋に放出され、他のチームに約15年先駆けて解凍された。
当初から、7名のうち3名が解凍に失敗し死亡していたため、4名＋ガイドでのスタートを余儀なくされる。
新巻 鷹弘（あらまき たかひろ）
声 - 佐々木望（ドラマCD・Webアニメ）
演 - 田口涼
冬のチーム編の主人公。高校2年生。神奈川出身。
野球部で、50年に1人のピッチャーと言われるほどの逸材。甲子園のヒーローで、嵐・花・万作も彼のファンだった。冬のチームでただ1人生き残った後、春のチームと合流するまで15年の間たった1人で放浪する。この間北海道に生息する野犬を飼いならし、多数の野犬に囲まれながら旅をした。彼の中で犬達は孤独を忘れさせるかけがえのない存在となっている。
東京の廃墟で夏のBのナツ、嵐、蝉丸と遭遇するも嵐が自暴自棄になっていたこともあり拒絶されてしまう。その後春のチームと合流し共に生活する中で花の存在が大きくなっている。とても温厚な性格だが、花のレイプ未遂を知った時に激怒し、安居に石を投げつけ負傷させた。美鶴に続き花をも守れなかった自分の無力さ痛感し、花を探すため、また自身の成長のためにあゆとの2人旅に出る。
鮫島 吹雪（さめじま ふぶき）　(死亡)
声 - 檜山修之（ドラマCD） / 野島健児（Webアニメ）
高校2年生。広島出身。野球部。今世紀最高のショートストップと呼ばれる。新巻と並んで甲子園のヒーロー。豪快で思いやりのある性格。美鶴を好きになる。
鷹弘と美鶴を守るため虎の犠牲になり、死亡。
神楽坂 美鶴（かぐらざか みつる）　(死亡)
声 - 久川綾（ドラマCD） / 桑島法子（Webアニメ）
高校2年生。日本舞踊界のホープ。
大の高校野球ファンで、鷹弘のことも吹雪のことも知り尽くしていた。以前踊りに行き詰まっていたころに吹雪にファンレターを送ったことがあり、彼の「オレはやるあんたもやれ」という返信に救われた。吹雪を好きになる。吹雪死亡後、新巻を救うべく衣料を全部彼に譲って夕鶴を舞いながら、吹雪の後を追うように凍死。
枯園 睦月（かれぞの むつき）　(死亡)
声 - 永野善一（ドラマCD）
大学1年生。関西出身のバックパッカー。北海道の地理に詳しい。
虎に襲われ、死亡。
柴漬 アラレ（ふしづけ アラレ）　(死亡)
解凍に失敗し、ミイラ状態だった。科学関係に詳しかった様子。
室咲 冬至（むろざき とうじ）　(死亡)
解凍に失敗し、ミイラ状態だった。農業関係に詳しかった様子。
綾取 風花（あやとり ふうか）　(死亡)
解凍に失敗し、ミイラ状態だった。裁縫関係に詳しかった様子。
熊川 冴（くまかわ さゆる）　(死亡)
声 - 大橋佳野人（ドラマCD）
冬チームのガイド。スキンヘッド。虎に襲われ、死亡。

### 秋のチーム
5巻から登場。春や夏のA・Bチームより約3年間早く解凍された。
ガイドが優柔不断なため、秋ヲと蘭がリーダーとなり、恐怖政治を行って本格的な村を作りつつ生活を続けていたが、くるみの妊娠がきっかけでチームは2つに分裂。後に春チームの花との出会いがきっかけとなり再統合した。現在は夏Aの一部とも合流している。　
猪垣 蘭（ししがき らん）
声 - 浅野まゆみ（Webアニメ）
建築学科に在籍していた学生。正確な年齢は不明だが、ほかのメンバーよりも少し年上であると描写されている。
自分を勝手に未来へ送った人間に強く反発して首謀者の思惑通りに動くことを嫌っていた。秋ヲと共に秋のチームを支配しているが、仲間への思いやりも見せる。リーダーであり続けるために気を張っていたが、自分より年上である牡丹との出会いで涙を見せる。親しい者からは「お蘭さん」と呼ばれる。語学が堪能。巨乳。
稲架 秋ヲ（はざ あきヲ）
声 - 三宅健太（Webアニメ）
有名ベンチャー企業の若手社長。
アメリカ留学の経験もあり、語学が堪能。実は春のちさとは面識のない婚約者同士だった。メンバーの中では年長者のためか、社会経験を踏まえた味わい深い発言をよくしている。夏のAチームの境遇に同情しながらも、自らで自己決定する機会に恵まれなかった経緯を持つ彼らを「温室育ち」と評したことも。妙な訛りを好んで使う。パイプをくわえていることが多い。
鹿野 くるみ（しかの くるみ）
声 - 加隈亜衣（Webアニメ）
優しく、大人しい性格。
流星の子を妊娠する。彼の逃げ癖について思うところがあったが泣きながら話し合い、子を産む覚悟を決める。
荻原 流星（おぎわら りゅうせい）
声 - 石川界人（Webアニメ）
ことなかれ主義者。
軽い性格だが、くるみのことは大切に思っている。一時、くるみの妊娠を巡り蘭グループと対立していた。
梨本 茜（なしもと あかね）
声 - 小松未可子（Webアニメ）
海女。三重県出身。勘が鋭く、霊感もあるらしい。くるみと仲が良い。
生き物に詳しいという共通点を持つことから、夏のAの源五郎に惹かれている。
八巻 朔也（やまき さくや）
声 - 阪口大助（Webアニメ）
司法試験志望の青年。蘭と秋ヲの秘書的存在。
瞬間記憶能力を持っていて、地下シェルター脱出の際に活躍した。
刈田 葉月（かりた はづき）
声 - 星野貴紀（Webアニメ）
オリンピック級の柔道家の青年。大人しく誠実な性格。自身の名前を気にしている。
十六夜 良夜（いざよい りょうや）　(死亡)
声 - 津田健次郎（Webアニメ）
秋チームのガイド。元・消防士。東北出身。優柔不断。
全員を毒殺しようとしたが、夏のBチームの嵐、蝉丸、ナツによって阻止される。この際、嵐に説得されて自信を取り戻した。その後、くるみの妊娠をきっかけに、流星ら反蘭グループのメンバーを率いて村をでる。廃墟となった龍宮の地下シェルターで蘭グループと激突。崩壊する地下シェルターから脱出するため蘭と手を結び秋チームを救う。春・冬チームとも合流し、地下シェルターから出たところで夏のAチームと遭遇。安居に銃で狙われた蘭を庇って死亡した。

### 夏のAチーム
7巻から登場。「7SEEDSプロジェクト」内で最も優秀なチーム。九州南部の海に放出された。生まれたときから一般社会から隔離された山奥で育てられ「未来に行く」ことの重要さを教育されてきた。13歳の時点で「火・水・風・土・動物・植物・医療」クラスから2つを選び、専門的な知識を学んでいる。
優秀と判断された精子と卵子から生まれた子供たちばかりで、全員苗字は無い。つまり社会的な意味での両親は居ない（法的な意味での戸籍等の扱いについて作品内での言及は無い）。同時に大人達（教師や監督者）から、肉親的な意味での愛情を掛けられた経験が無く、このためか容易に心の底からは他人を信用しない人格が作られてしまった人間が多い、この傾向は最終テスト後にさらに強まった。
覚醒直後にガイドの卯浪がメンバー全員によって殺害される。その後はチーム一同で共同生活していたが、春チームとのトラブルが原因で安居と涼が追放される。残った夏Aのメンバーは一部を除く春チーム、秋チームと共同生活をしていたが、山火事のために避難し、佐渡で離ればなれに。
安居（あんご）
声 - 小野賢章（Webアニメ）、白石涼子（Webアニメ少年期）
夏のAチーム編の主人公。成績優秀なリーダー的存在。火のクラスと水のクラスを選択。
面倒見が良く、特に物心がついた時から一緒だった親友の茂を気に掛ける。守るべき存在の茂に対して心の底では認めておらずやや見下している伏があった。脱落者が殺されているという事実を目の当たりにし、精神的に不安定な部分を抱えている。茂の死に自責の念を感じており、そのことがトラウマとなっていた。過酷な最終テストにより頭部の一部が白髪になってしまった。チームの先生たちのことを強く恨んでいたが、自身も彼らと同様の行為をしていることを自覚していなかった。
過酷な試験を生き残った自負から選民思想が根強く、他のチームの人間を一般人と呼び軽蔑しトラブルが絶えない。特に貴士の娘である花とは激しく対立する。後にそのことが原因で花への暴行未遂と見殺しという凶行にまでおよぶ。この件によって秋ヲや朔也から裁判にかけられ強制労働か追放どちらかの判決を宣告された際、涼以外の全員から失望され孤立することとなり、涼と共に追放される。夏のBチームとの合流後はナツに茂の面影を見出し、何かと世話を焼くようになる。その後、船上での嵐による試験への疑問と涼のカミングアウトを経て過去のトラウマにケリをつけ精神的にも成長を遂げる。また、追放された時に激昂した新巻に石を投げつけられ精神的な問題で動かなくなっていた右手の指も、完治する。
涼（りょう）
声 - 櫻井孝宏（Webアニメ）、石塚さより（Webアニメ少年期）
火クラスと水クラスを選択。安居と並ぶ実力の持ち主でライバル的存在。その観察力と注意力は安居以上である。
クラスの問題児だが、冷静に物事を見極める広い視野を持つ。ある意味安居以上に、心の中では他者を見下している面もあるが、自分が認めた相手に対しては人間味のある態度を取る。特に安居に対しては虹子からホモ疑惑を持たれる程、目をかけその成長を見守っている。先生からは「死神」の役割を与えられていると思い込んでおり、安居にとって悪影響となるハルと花を殺害しようとした。夏Bチームとの合流後は夏Bチームのサバイバルへの適性に疑問を抱き、かつて先生たちの行った死の罠をいくつも仕掛けるが、全て失敗に終わる。蝉丸やまつりとの交流を経て夏Bチームを認めるようになり性格も多少軟化する。最終テスト時に茂がロープを自分で切ったことを安居に言えずにいたが、嵐と安居のやり取りを聞いた後に伝え、安居を救った。
小瑠璃（こるり）
声 - 千菅春香（Webアニメ）
風クラスと医療クラスを選択。ハンググライダーで飛ぶのが得意（着地は不得意）で、気象や天体のエキスパート。くりくり同盟（天然パーマの人だけが入れる）のリーダー。
繭・のばらと仲良し。明るく元気な性格だが、過酷な選抜試験で精神的な痛手を受ける。選抜試験時代に安居に対する淡い想いをうかがわせていたが、異性として見られていないことも気づいていた。春チームのハルと劇的な出会いをし、互いに惹かれあうようになる。安居の暴走後も安居の無実を信じていたが、安居が花を見殺しにしたのを目撃した挙句に暴行未遂にまで手を染めていた事実を知り最終的に決別する。
あゆ
声 - 嶋村侑（Webアニメ）
植物クラスを選択。
男子からはマドンナと呼ばれるほどの美人。それゆえ一部の女子から妬まれていじめを受け、男子からは一方的な欲望を向けられてきたため、他者を蔑む面を持つ。冷静で知的な性格だが、一方で苛烈な部分も持ち合わせている。植物クラスではトップの成績。最終試験にていじめっ子の女子二人組が自作した箸の材質が猛毒を含むと知りながら見殺しにしたことで罪悪感に囚われるようになる（特に月夜はその傾向が強い）。「汚いもの」を憎悪する高潔な性格で、安居のレイプ未遂を発見し、暴露した。新巻の旅立ちに同伴することになり、無自覚ながら彼に惹かれている。姓は高橋。
鷭（ばん）
声 - 寺島拓篤（Webアニメ）
医療クラスと動物クラスを選択。医療クラス内では成績はダントツ。
普段は寡黙でのんびりしているが、ケガ人が出ると俊敏な動きを見せる。くりくり同盟メンバー。チームの中では最も温厚で追放された安居と涼のことも最後まで気にかけていたが、くるみの出産を手伝うために残った。卯浪を仲間たちが殺した際、殺人を嫌悪して1人だけ撃たなかった。
源五郎（げんごろう）
声 - 佐藤拓也（Webアニメ）
動物クラスと植物クラスを選択。育てた動物達を大切に思っている。基本的には温厚で優しい性格。
選抜試験での体験から、動物達との関わり方を変えるようになり、安居やあゆの非情な振舞にも静観を貫いていた。しかし新巻との出会いをきっかけに動物に対する過去のトラウマを少しずつ解消していく。また、彼も他チームに対しては「楽をして来た」と言う偏見を持っていたが、交流するにつれ彼らも自分達と何も変わらないと感じ態度を軟化させている。逆に安居に対しては花への暴行未遂と見殺しが発覚した後は明らかな軽蔑を抱いた眼で彼を見据えて決別の意を示す。秋の茜とは生物好きの共通点を持つことから親しくなる。
虹子（にじこ）
声 - 皆川純子（Webアニメ）
土クラスと水クラス（8巻では植物クラスと表記）を選択。
常に冷静で、他者に対して無感情な面がある。互いに似た部分のある涼と行動を共にすることが多い。唯一最終テストの内容が明かされていない人物で、要でさえも虹子の性格を把握できておらず何かと謎が多い。また、夏のAチーム内で唯一パソコンが使えた。安居と涼が追放された際には治水工事の責任者としての自負から涼と決別する。蘭とは工事の主導権を巡って意地の張り合いをしている。
卯浪（うなみ）　(死亡)
声 - 菅原正志（Webアニメ）
夏のAチームを指導する先生の一人であり、ガイド。
非情だが思慮が浅く、安居たちに憎悪されていたことにも最期まで気づかなかった。チームメンバー決定後、共に冷凍保存されるが、解凍後、安居らに射殺される。

### 施設
夏のＡチームが育った場所。遺伝子レベルで優秀な子どもたちのみが集められた施設。
当初は100名以上いたが基準に合わないものは密かに殺されていた。17歳になったらテストで7名が決まると聞かされていた。「火・水・風・土・動物・植物・医療」クラスから選ばれるのは各クラス1人ずつのため、生死をかけた最終テストが行われた。
茂（しげる）
声 - 河西健吾（Webアニメ）、内山夕実（Webアニメ少年期）
生まれたときから常に一緒にいる安居に信頼と尊敬の念を頂いている反面で、優秀な安居と対等になれないことにコンプレックスを持っており、さらには安居と源五郎が親しくなってゆくことに嫉妬心を覚える。記憶力に長け辞書を丸暗記したこともあるが、要領が悪く自信が無いためその力はあまり発揮されない。
最終テストで安居への複雑な思いが爆発してしまい別行動をとるが、それが後に安居が鵜飼の罠にはまる原因となる。罠にはまった安居を助けようとするが鵜飼の持っていた銃により重傷を負う。洞窟の中で安居と自分が共倒れの危機に陥った時に親友である安居を未来に行かせるために自分の意志で命綱を切り、夏のAチームに残れず。
繭（まゆ）
声 - 植田佳奈（Webアニメ）
小瑠璃・のばらと仲良しだった。特に小瑠璃にとってはお姉さん的存在。
鵜飼の暴走による坑道崩落の際に雹に庇われるも腰から下を岩石に押し潰される形で重傷を負う。それでも小瑠璃をミラー反射とライトによるモールス信号で元気づけ続け、その最期まで小瑠璃のことを心配していた。夏のAチームに残れず。
のばら
声 - 前田玲奈（Webアニメ）
小瑠璃・繭と仲良しだった。
15歳の時視力が低下し始め、「近視の遺伝子は残せない」という理由で脱落となった。脱落というものの、実際は密かに殺されていたことを後に安居が知る。
鵜飼（うかい）
声 - 保村真（Webアニメ）
くりくり同盟メンバー。
成績は安居や涼に勝てずつねに3位どまりで、２人に対してコンプレックスを抱いており、最終テストで安居に道具を取られたことが原因で怒りが爆発。最終テストに於いて、小瑠璃を含むくりくり同盟のメンバーや繭たちと坑道内を探索中に崩した岩盤の向こうにいた熊に右目を抉られる。その際、恐怖と怒りから坑道内小屋の机から持ち出したオートマチック拳銃（M1911と思われる）を連射し、結果として坑道全体の崩落を引き起こした。さらに、重傷を負ってから安居に復讐をしようとする。茂を利用して安居をおびき出すことに成功するも茂によって捲かれ森の中で遭難し凍死。夏のAチームに残れず。
雹（ひょう）
声 - 鶴岡聡（Webアニメ）
くりくり同盟サブリーダー。繭をかばい勇気付ける。
鵜飼の暴走による坑道崩落時に繭をかばう形で下半身を押し潰されるも、繭を元気づけ続ける。繭が力尽きたあとの短時間、繭に代わりライトによるモールス信号を小瑠璃に送り続け、小瑠璃の無事を見届け繭の伝言と想いを託した後、息を引き取った。夏のAチームに残れず。
草矢・あかざ
くりくり同盟メンバー。夏のAチームに残れず。

### 龍宮
「7SEEDSプロジェクト」の次の段階として作られた避難用地下シェルター。
日本各地に隕石から身を守るシェルターがあり、その中の1つが「龍宮」である。生き残るべく選ばれた人々が、X-DAY（巨大隕石落下による地球壊滅の日）の前日に何も知らされずにこの施設に集められ、その後の生活を営んでいた。客室、映画館、ゲームセンター、温泉など様々な施設が完備された巨大地下施設。春夏秋冬の4つのセクションに分かれており、東側に位置する春セクションは居住区として、同じく南の夏セクションは中枢のコントロール・ルーム、西の秋セクションは畑や家畜用、北の冬セクションには貯蔵庫が設置されていた。不穏分子や謎の病原体ダニXの感染が広まり、最終的に全滅する。
茨木 真亜久（いばらき まーく）
声 - 興津和幸（Webアニメ）
龍宮編の主人公。腹話術師。
兄の遺した人形ピートと共に、「ピート兄弟」として活動している。シェルターでの出来事を日記に遺し、のち花によって発見される。貴士に「嘘つき」であることを見込まれ龍宮に誘われる。マリアと結ばれるも、彼女がダニXのホストであることを知り、自らの手で彼女を冷凍庫に封印する。龍宮で最後の生き残りとなるも、自害。
神酒 マリア（みき マリア）
声 - 寿美菜子（Webアニメ）
天使の歌声を持つと言われる歌手のミキ・マリ。マークと愛し合うも、自身がダニXの隠れホスト（宿主）であることを知ってから、ほかの仲間たちと龍宮を終わらせると決断する。
各務 頼一（かがみ のりかず）
声 - 千葉一伸
固いナレーションからノリノリのDJまで何でもこなす喋りのプロフェッショナル。龍宮シェルターの音響係。弁護士資格も持つらしい。
猿渡 貞夫（さるわたり さだお）
声 - 千葉進歩
龍宮シェルターの映像係。
坂田 時々（さかた ときどき）
人気漫画家。
火野 武留（ひの たける）
メジャーリーグで活躍する野球選手。鷹弘も憧れていた。
織田 道綱（おだ みちつな）
声 - 乃村健次
売れない役者。シェルターの所長役として雇われた。
末黒野 貴士（すぐろの たかし）
声 - 速水奨（ドラマCD・Webアニメ）
花の父親。夏のAチームの指導を務めた後、夫婦で龍宮の運営に携わる。
龍宮のマスコット「ピー助」の着ぐるみを着て住民の苦情処理も率先して行っていた。夏のAに対して自分の行った残虐な行為が後に花との距離を置く原因となる。龍宮シェルターで死亡し、最後まで安居や涼の身を案じていた。
末黒野 美帆（すぐろの みほ）
花の母親。シェルター内の倉庫で働く。
敬虔なクリスチャンで、「神の国に到る門は狭い」というのが口癖。龍宮の浸水を食い止めるために自らの命を犠牲にした。

## そのほかの用語
- 7つの富士に設置された地下シェルター

未来の地球に送られた5チームメンバーのために用意された地下シェルター。地方の郷土富士に設置されている。シェルターの入り口には、貴士の依頼でちまきの父親が彫った仏像が目印である。シェルター内部には食糧、工具、サバイバル用品、植物の種、ハウツー本など必要物資が大量に備蓄されている。

## 書誌情報

### 単行本
- 田村由美 『7SEEDS』 小学館〈別コミフラワーコミックス→flowersフラワーコミックス→flowersフラワーコミックスα[注 3]〉、全35巻
  1. 2002年3月26日発売[10]、ISBN 4-09-138013-1
  2. 2002年9月26日発売[11]、ISBN 4-09-138014-X
  3. 2003年3月26日発売[12]、ISBN 4-09-138015-8
  4. 2004年1月26日発売[13]、ISBN 4-09-138016-6
  5. 2004年8月26日発売[14]、ISBN 4-09-138017-4
  6. 2005年5月26日発売[15]、ISBN 4-09-138018-2
  7. 2005年11月25日発売[16]、ISBN 4-09-138019-0
  8. 2006年4月26日発売[17]、ISBN 4-09-130425-7
  9. 2006年9月26日発売[18]、ISBN 4-09-130599-7
  10. 2007年3月26日発売[19]、ISBN 978-4-09-131003-3
  11. 2007年8月24日発売[20]、ISBN 978-4-09-131193-1
  12. 2008年1月25日発売[21]、ISBN 978-4-09-131477-2
  13. 2008年7月10日発売[22]、ISBN 978-4-09-131690-5
  14. 2009年1月14日発売[23]、ISBN 978-4-09-132250-0
  15. 2009年4月10日発売[24]、ISBN 978-4-09-132516-7
  16. 2009年9月10日発売[25]、ISBN 978-4-09-132628-7
  17. 2010年2月10日発売[26]、ISBN 978-4-09-133099-4
  18. 2010年8月10日発売[27]、ISBN 978-4-09-133316-2
  19. 2011年2月10日発売[28]、ISBN 978-4-09-133649-1
  20. 2011年7月8日発売[29]、ISBN 978-4-09-134018-4
  21. 2011年12月9日発売[30]、ISBN 978-4-09-134118-1
  22. 2012年6月8日発売[31]、ISBN 978-4-09-134470-0
  23. 2012年11月9日発売[32]、ISBN 978-4-09-134792-3
  24. 2013年3月8日発売[33]、ISBN 978-4-09-135073-2
  25. 2013年7月10日発売[34]、ISBN 978-4-09-135464-8
  26. 2014年1月10日発売[35]、ISBN 978-4-09-135580-5
  27. 2014年7月10日発売[36]、ISBN 978-4-09-136239-1
  28. 2014年12月10日発売[37]、ISBN 978-4-09-136419-7
  29. 2015年5月8日発売[38]、ISBN 978-4-09-137299-4
  30. 2015年10月9日発売[39]、ISBN 978-4-09-137768-5
  31. 2016年3月10日発売[40]、ISBN 978-4-09-138237-5
  32. 2016年8月10日発売[41]、ISBN 978-4-09-138629-8
  33. 2017年1月10日発売[42]、ISBN 978-4-09-138894-0
  34. 2017年6月9日発売[43]、ISBN 978-4-09-139308-1
  35. 2017年8月10日発売[2]、ISBN 978-4-09-139424-8
    - 特装版：2017年8月8日発売[44]、ISBN 978-4-09-941897-7
- 田村由美 『7SEEDS 外伝』 小学館〈flowersフラワーコミックスα〉、2018年1月10日発売[45]、ISBN 978-4-09-870028-8

### 関連書籍
- 田村由美『7SEEDS公式ファンブック Edge of Emotions』小学館〈フラワーコミックスαスペシャル〉、2011年12月9日発売、ISBN 978-4-09-134257-7

## ドラマCD
ラジオドラマとして、2003年12月9日から2004年2月6日まで放送。その後も単行本の特装版にドラマCDが付属している。
| タイトル    | 発売日        | 収録                                                                       |
| ----------- | ------------- | -------------------------------------------------------------------------- |
| 7 SEEDS I   | 2004年3月26日 | 〜夏の章〜 第1話「遅い目覚め」/ 第2話「静かな一歩」/ 第3話「はじまりの日」 |
| 7 SEEDS II  | 2004年4月23日 | 〜夏の章〜 第4話「嵐」 〜冬の章〜 第1話「遠吠え」/ 第2話「彼岸の虹」       |
| 7 SEEDS III | 2004年5月21日 | 〜春の章〜 第1話「花」/ 第2話「星」/ 第3話「音霊」                         |

## Webアニメ
ナレーションは百舌戸要役の井上和彦。Netflixにて第1シリーズが2019年6月28日より全世界独占配信。第2シリーズは2020年3月26日に配信。
第1シリーズは2020年1月にTOKYO MX、BSフジ、J:COMテレビ『アニおび』枠にて放送。第2シリーズは2021年1月に放送。

### スタッフ
- 原作 - 田村由美[4]
- 監督 - 高橋幸雄[4]
- 助監督 - 相浦和也[9]
- シリーズ構成 - 待田堂子[4]
- キャラクターデザイン - 佐藤陽子[4]
- 総作画監督 - 佐藤陽子、齊藤佳子、芝田千紗[9]
- プロップ・サブキャラクターデザイン - 齊藤佳子[9]
- クリーチャーデザイン・クリーチャー監修 - 乙幡忠志[9]
- アクション・エフェクト監修 - SNIPES[9]
- 美術デザイン - 杉本あゆみ[9]
- 美術ボード - 小林雅代[9]
- 美術監督 - 池田裕輔[9]
- 色彩設計 - 大西峰代[9]
- 特殊効果 - 入佐芽詠美[9]
- 撮影監督 - 浅川茂輝[9]
- 編集 - 齋藤朱里[9]
- 3DCG制作 - OKINAWA GONZO[9]
- 3DCG制作協力 - Type ZERO[9]
- 2Dデザイン・モニターワークス - 荒木宏文
- 音響監督 - 鶴岡陽太[9]
- 音響制作 - 楽音舎[9]
- 音楽 - 未知瑠[9]
- 音楽制作 - ユニバーサルミュージック[9]、クリーク
- エグゼクティブプロデューサー - 櫻井大樹
- プロデューサー - 星野禎、高橋知子、金子広孝、姉帯恒、大森慎司
- アニメーションプロデューサー - 西山達也
- 制作 - NAS
- アニメーション制作 - GONZO[4]（第1期）、スタジオKAI（第2期）
- 製作 - 7SEEDS project
  - 第1期（GONZO、NAS、東京メトロポリタンテレビジョン、ユニバーサルミュージック、BSフジ）
  - 第2期（スタジオKAI、NAS、東京メトロポリタンテレビジョン、ユニバーサルミュージック、BSフジ）

### 主題歌

#### 第1期
「Ark」
天月-あまつき-によるオープニングテーマ。作詞・作曲は天月、編曲は渡辺拓也。
「WISH」
majikoによるエンディングテーマ。作詞はmajiko、作曲・編曲は横山裕章。

#### 第2期
「From The Seeds」
上白石萌音によるオープニングテーマ。作詞は松尾レミ、作曲はGLIM SPANKY、編曲は亀本寛貴。
「シンクロ」
サイダーガールによるエンディングテーマ。作詞・作曲は知、編曲はakkin。
「生きてゆく」第24話
ラビンユーによるエンディングテーマ。

### 各話リスト
| 話数   | サブタイトル | 脚本       | 絵コンテ              | 演出            | 作画監督                                                                          |       |       |       |       |       |       |       |       |       |       |       |       |       |       |       |       |       |       |       |
| 第1期  | 第1期        | 第1期      | 第1期                 | 第1期           | 第1期                                                                             | 第1期 | 第1期 | 第1期 | 第1期 | 第1期 | 第1期 | 第1期 | 第1期 | 第1期 | 第1期 | 第1期 | 第1期 | 第1期 | 第1期 | 第1期 | 第1期 | 第1期 | 第1期 | 第1期 |
| ------ | ------------ | ---------- | --------------------- | --------------- | --------------------------------------------------------------------------------- | ----- | ----- | ----- | ----- | ----- | ----- | ----- | ----- | ----- | ----- | ----- | ----- | ----- | ----- | ----- | ----- | ----- | ----- | ----- |
| 第1話  | 立春         | 待田堂子   | 高橋幸雄              | 高橋幸雄        | 齊藤佳子                                                                          |       |       |       |       |       |       |       |       |       |       |       |       |       |       |       |       |       |       |       |
| 第2話  | 啓蟄         | 待田堂子   | 高橋幸雄              | 相浦和也        | 芝田千紗                                                                          |       |       |       |       |       |       |       |       |       |       |       |       |       |       |       |       |       |       |       |
| 第3話  | 小雪         | 待田堂子   | 相浦和也              | 加藤顕          | 挽本敦子 桐谷真咲 谷口りつ子 橋本明日美 小畑賢 桜井このみ 服部ますみ              |       |       |       |       |       |       |       |       |       |       |       |       |       |       |       |       |       |       |       |
| 第4話  | 立秋         | 森田繁     | 下司泰弘              | 下司泰弘        | KIM YONG SIK                                                                      |       |       |       |       |       |       |       |       |       |       |       |       |       |       |       |       |       |       |       |
| 第5話  | 大雪         | 朱白あおい | 高橋幸雄              | 牧野友映        | 中島美子 臼井篤史 平馬浩司 中井恵美 亀田朋幸 松下純子 竹内昭                      |       |       |       |       |       |       |       |       |       |       |       |       |       |       |       |       |       |       |       |
| 第6話  | 穀雨         | 待田堂子   | 小松達彦              | 関大 金承徳     | 桜井このみ 陳亮 周曉華 柴晨鐘 王敏 周健 朱𣇈琳                                    |       |       |       |       |       |       |       |       |       |       |       |       |       |       |       |       |       |       |       |
| 第7話  | 冬至         | 待田堂子   | 高橋幸雄              | 五十川久史      | 齊藤佳子 芝田千紗 平馬浩司 鎌田均 李少雷 五十川久史                               |       |       |       |       |       |       |       |       |       |       |       |       |       |       |       |       |       |       |       |
| 第8話  | 夏至         | 朱白あおい | 相浦和也              | 加藤顕          | 挽本敦子 桐谷真咲 谷口りつ子 橋本明日美 小畑賢 桜井このみ 松下純子 吉川太照       |       |       |       |       |       |       |       |       |       |       |       |       |       |       |       |       |       |       |       |
| 第9話  | 小暑         | 森田繁     | のりみそのみ 高橋幸雄 | 青木youイチロー | 飯飼数幸 成松義人 田之上慎 小林ゆかり 服部憲知 柳孝相 齊藤佳子 スタジオマスケット |       |       |       |       |       |       |       |       |       |       |       |       |       |       |       |       |       |       |       |
| 第10話 | 寒露         | 朱白あおい | 高橋幸雄              | 高橋幸雄        | KIM YONG SIK KWON YONGSANG KIM HEEKANG SEO SOONYOUNG                              |       |       |       |       |       |       |       |       |       |       |       |       |       |       |       |       |       |       |       |
| 第11話 | 大暑         | 森田繁     | のりみそのみ          | 安藤貴史        | KIM JUNG WOO HAN EUN MI IN TAESEON KWON YONGSANG                                  |       |       |       |       |       |       |       |       |       |       |       |       |       |       |       |       |       |       |       |
| 第12話 | 処暑         | 待田堂子   | 大石美絵              | 関大 栗山美秀   | 桜井このみ 陳亮 周曉華 柴晨鐘 王敏 周健 朱𣇈琳                                    |       |       |       |       |       |       |       |       |       |       |       |       |       |       |       |       |       |       |       |
| 第2期  |              |            |                       |                 |                                                                                   |       |       |       |       |       |       |       |       |       |       |       |       |       |       |       |       |       |       |       |
| 第13話 | 霜降         | 待田堂子   | 別所誠人              | 臼井篤史        | 芝田千紗 平馬浩司 松本裕一 乙幡忠志                                               |       |       |       |       |       |       |       |       |       |       |       |       |       |       |       |       |       |       |       |
| 第14話 | 立夏         | 森田繁     | SHIWASU               | SHIWASU         | KIM YONG SIK                                                                      |       |       |       |       |       |       |       |       |       |       |       |       |       |       |       |       |       |       |       |
| 第15話 | 芒種         | 朱白あおい | 藤澤俊幸              | 村上勉          | 成松義人 田之上慎 五十子忍 柳孝相 飯飼数幸 EverGreen スタジオマスケット 黑皇映画  |       |       |       |       |       |       |       |       |       |       |       |       |       |       |       |       |       |       |       |
| 第16話 | 秋分         | 待田堂子   | 大嶋博之              | 五十川久史      | Kim Sangmin Kim Juno Kwon Yongseong                                               |       |       |       |       |       |       |       |       |       |       |       |       |       |       |       |       |       |       |       |
| 第17話 | 春分         | 待田堂子   | 北井嘉樹              | 北井嘉樹        | 平馬浩司 亀田朋幸 竹内昭 乙幡忠志                                                 |       |       |       |       |       |       |       |       |       |       |       |       |       |       |       |       |       |       |       |
| 第18話 | 白露         | 朱白あおい | のりみそのみ          | 金承徳          | Jumondou Seoul                                                                    |       |       |       |       |       |       |       |       |       |       |       |       |       |       |       |       |       |       |       |
| 第19話 | 立冬         | 森田繁     | 名村英敏              | わがし          | KIM YONG SIK KWAN YONG SANG                                                       |       |       |       |       |       |       |       |       |       |       |       |       |       |       |       |       |       |       |       |
| 第20話 | 小寒         | 待田堂子   | 五十川久史            | 五十川久史      | 芝田千紗                                                                          |       |       |       |       |       |       |       |       |       |       |       |       |       |       |       |       |       |       |       |
| 第21話 | 小満         | 森田繁     | 小川優樹              | 村上勉          | 田之上慎 五十子忍 柳孝相 TAP EverGreen                                            |       |       |       |       |       |       |       |       |       |       |       |       |       |       |       |       |       |       |       |
| 第22話 | 雨水         | 朱白あおい | 臼井篤史              | 臼井篤史        | KIM YONG SIK                                                                      |       |       |       |       |       |       |       |       |       |       |       |       |       |       |       |       |       |       |       |
| 第23話 | 大寒         | 待田堂子   | 相浦和也              | 相浦和也        | 鎌田均 Kim Jinyeong Jang Juno                                                     |       |       |       |       |       |       |       |       |       |       |       |       |       |       |       |       |       |       |       |
| 第24話 | 清明         | 待田堂子   | 高橋幸雄              | 高橋幸雄        | 佐藤陽子 乙幡忠志 芝田千紗 齊藤佳子 平馬浩司 KIM YONG SIK WHITELINE               |       |       |       |       |       |       |       |       |       |       |       |       |       |       |       |       |       |       |       |

## 体感型ゲーム
7SEEDS in なぞともカフェ　洞穴に垂れる蜘蛛の糸
2020年1月31日から2020年7月5日にかけてなぞともカフェ全店舗（新宿店・京都新京極店・なんばパークス店）にてバンダイナムコアミューズメントの制作によりなぞときCUBEが催された。ただし2020年2月29日から6月18日にかけては2019新型コロナウイルスの影響で臨時休業のため休止している。

## 舞台
『7SEEDS〜春の章〜』 主演のタイトルで、2024年12月20日から12月29日まで、こくみん共済 coop ホール/スペース・ゼロで上演予定。主演は、相楽伊織。